# Estancia, New Mexico
Estancia este o localitate, o municipalitate și sediul comitatului Torrance din statul New Mexico din Statele Unite ale Americii.